# Ulrich Grillo

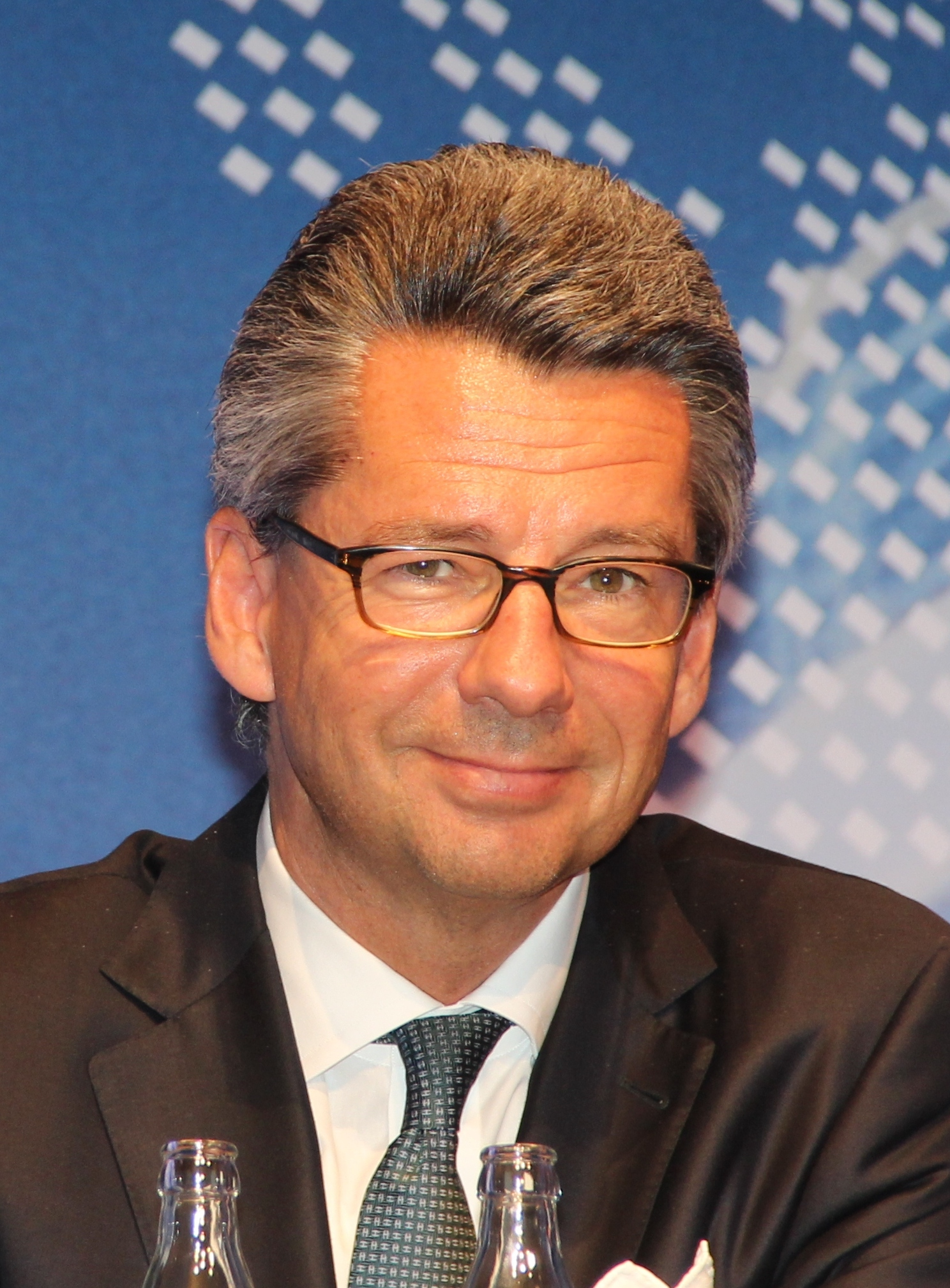
Ulrich Grillo, BDI-Vizepräsident, Berlin 2013

Ulrich Grillo (* 2. September 1959 in Köln) ist ein deutscher Unternehmer und ehemaliger Präsident des Bundesverbands der Deutschen Industrie (BDI).

## Karriere
Grillo leistete nach dem Abitur von 1978 bis 1979 seinen Wehrdienst ab. Von 1980 bis 1982 absolvierte er eine Berufsausbildung zum Bankkaufmann bei der Deutschen Bank. Er studierte ab 1982 Betriebswirtschaftslehre an der Westfälischen Wilhelms-Universität in Münster. 1987 wurde er Diplom-Kaufmann. Nach seiner Tätigkeit als Prüfungsleiter für die Wirtschaftsprüfungs- und Steuerberatungsgesellschaft Arthur Andersen in Frankfurt war er bei dem multinationalen Unternehmensberaterkonzern A.T. Kearney in Düsseldorf tätig.
Von 1993 bis 2001 war Grillo beim Rüstungskonzern Rheinmetall AG, zunächst als Hauptabteilungsleiter Controlling der Managementholding des Rheinmetall-Konzerns. 1996 übernahm er als Direktor mit Gesamtprokura den Zentralbereich Planung und Controlling und 1998 erhielt er Generalvollmacht. Von Juli 1999 bis Juli 2001 war Grillo als Mitglied des Vorstandes verantwortlich für das Ressort Finanzen/Controlling der Rheinmetall DeTec AG, Ratingen. Von November 1999 bis April 2001 war er in Personalunion Vorsitzender und Geschäftsführer der STN Atlas Elektronik GmbH, Bremen, ein Tochterunternehmen der Rheinmetall DeTec AG. Im Dezember 1999 wurde Grillo zum stellvertretenden Vorsitzenden des Vorstandes von Rheinmetall DeTec ernannt.
Im Jahr 2001 stieg er in den Vorstand des im Familienbesitz befindlichen Grillo-Konzerns in Duisburg ein.
Der Grillo-Konzern erwirtschaftete im Geschäftsjahr 2021/2022 862,3 Mio. Euro Umsatz. Ulrich Grillos Familienzweig hält rund 10 % an der Grillo-Werke AG, die er bei Einstieg in das Unternehmen kaufte und sich dafür verschuldet hat. Er erwarb durch die Ulrich Grillo Beteiligungsgesellschaft für 5,7 Millionen Euro knapp 10 % der Firmenanteile, ist jedoch bis heute mit etwa 2,9 Millionen Euro verschuldet. Ursprünglich beliefen sich die Firmenanteile seines Vaters auf unter 2 %. Den Konzern sowie die Grillo-Werke leitet Ulrich Grillo seit 2004 bis heute. 
Seit 2005 beschäftigte sich Ulrich Grillo mit Rohstofffragen, die die Versorgungssicherheit der deutschen Industrie bei kritischen Rohstoffen, wie Seltene Erden, verbessern soll, konnte er zwölf DAX-Unternehmen gewinnen, von BASF über ThyssenKrupp bis hin zu VW und BMW. Grillo schaffte es, das Thema Rohstoffe in Industrie und Politik breit zu streuen. Auch heute bekräftigt er immer wieder den Stellenwert der Industrie in der Politik.
Von November 2006 bis Ende 2012 war Grillo Präsident der Wirtschaftsvereinigung Metalle,  der deutschen Nichteisen-Metallindustrie. Ab 2006 war er Vorsitzender des Rohstoffausschusses des BDI. 2011 rückte er zu einem von neun Vizepräsidenten des BDI auf. Im November 2012 wurde er zum Nachfolger von Hans-Peter Keitel als Präsident des Bundesverbands der deutschen Industrie gewählt, dessen Position er zum 1. Januar 2013 übernahm. Ende 2016 gab er die Position an Dieter Kempf weiter.
Grillo nahm 2013 an der Bilderberg-Konferenz in Hertfordshire teil.
Grillo war Mitglied im Aufsichtsrat des Stahl- und Metallhandels Klöckner & Co. Aktuell ist er Vorsitzender des Aufsichtsrats der Rheinmetall AG sowie stellvertretender Vorsitzender des Aufsichtsrats der E.ON SE.

## Auszeichnungen
2008 erhielt Grillo den Verdienstorden des Landes Nordrhein-Westfalen. 2017 wurde er mit dem Walter-Scheel-Preis ausgezeichnet. 2020 verlieh ihm der Bundespräsident das Verdienstkreuz 1. Klasse des Verdienstordens der Bundesrepublik Deutschland.

## Privatleben
Grillo ist verheiratet, hat zwei Töchter und spielt Golf.